# Jerzy Roland
Jerzy Roland  wł. Jerzy Konopka (ur. 13 czerwca 1902 w Warszawie, zm. 5 czerwca 1940 w Muszynie) – polski aktor.

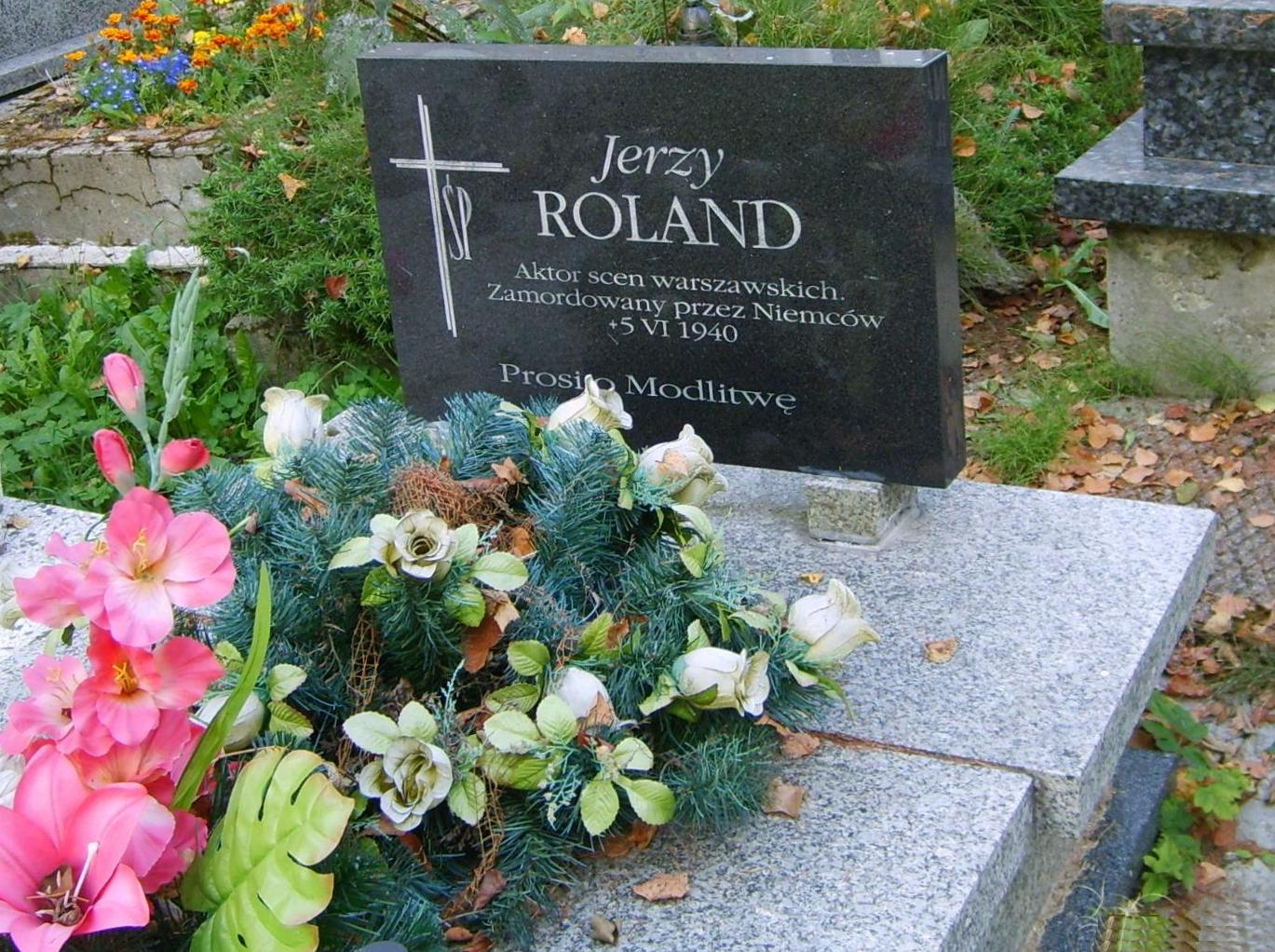
Nagrobek Jerzego Rolanda w Muszynie

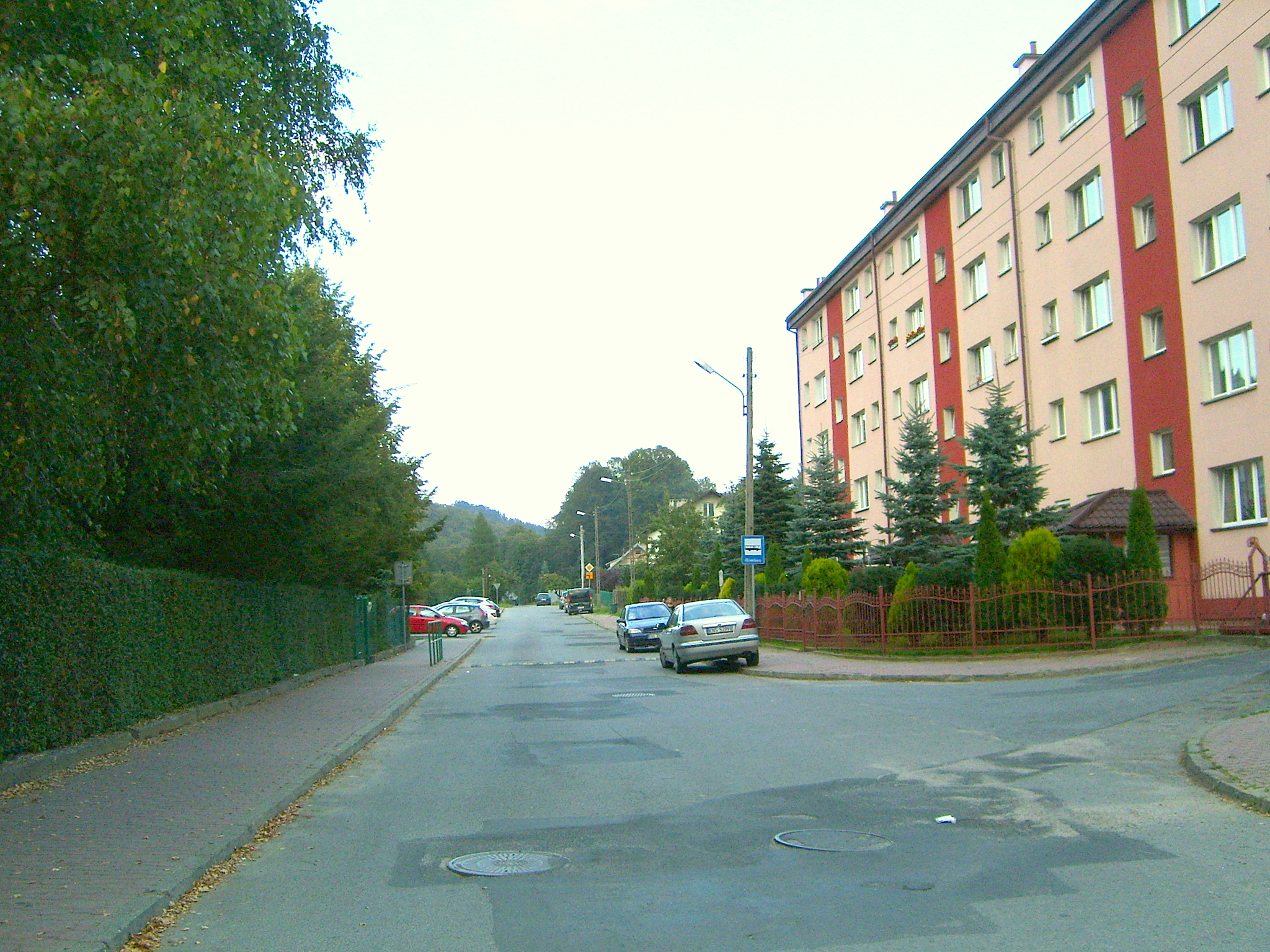
Ulica Jerzego Rolanda w Muszynie

## Życiorys
Pochodził z rodziny aktorskiej, oboje rodzice – Teodor (1862–1928) i Helena Maria z Szymborskich (1872–1952) byli związani ze sceną. Aktorem był również jego starszy brat Witold. Jerzy Roland studiował prawo i nauki polityczne w Paryżu i przez pewien czas pracował tamże w dyplomacji i dziennikarstwie. 
W 1929 powrócił do Polski i rozpoczął karierę aktorską w Warszawie. Początkowo występował w teatrach rewiowych (Morskie Oko, Wesołe Oko), potem na scenach Teatru Narodowego, Nowego, Letniego, Polskiego, Małego i ponownie Narodowego.  Do jego najbardziej znanych ról teatralnych można zaliczyć Wacława w Zemście Fredry, Julka w Niedobrej miłości Nałkowskiej, Rousseau w Lecie w Rohant Iwaszkiewicza. W ocenie Jana Kreczmara był „jednym z czołowych amantów komediowych młodego pokolenia”.
”Był to, jak pisał Adam Grzymała-Siedlecki, w przeciwieństwie do ojca i brata talent refleksyjny, zapowiadał nie lada jaką przyszłość w postaciach o skomplikowanej psychologii.
Wystąpił w kilku filmach, m.in. Kocha, lubi, szanuje (1934, reż. M. Waszyński), Bohaterowie Sybiru (1936, reż. M. Waszyński), O czym marzą kobiety (1937, reż. A. Marten), Zapomniana melodia (1938, reż. Konrad Tom). Współpracował z Polskim Radiem jako autor tekstów, spiker i aktor (m.in. w dialogach z Tadeuszem Bocheńskim). Był autorem tekstów kabaretowych, piosenek, a także poezji i felietonów.
Po wybuchu wojny pracował jako kelner. W 1940 podczas próby przedostania się za granicę został zatrzymany przez Niemców. W więzieniu w Muszynie popełnił samobójstwo. Został pochowany na cmentarzu w Muszynie.
Był dwukrotnie żonaty. Z tancerką Aliną Welińską miał syna Juliusza (ur. 1924, zm. 1977), lektora i aktora Polskiego Radia, występującego również na scenach warszawskich. Drugą żoną Rolanda była Aniela Miszczykówna, II voto Dzwonkowska (ur. 1913, zm. 1983), tancerka rewiowa, potem aktorka teatrów warszawskich.